# Seleção das Ilhas Virgens Britânicas de Futebol
A Seleção das Ilhas Virgens Britânicas de Futebol representa as Ilhas Virgens Britânicas nas competições de futebol da FIFA.
Nunca se classificou para uma Copa do Mundo, nem para uma edição da Copa Ouro da CONCACAF.
Estreou em jogos oficiais em 1991, com uma derrota de 2 a 1 para as Ilhas Cayman. Sua maior façanha foi ter conquistado três vitórias por 5 a 0 sobre Porto Rico, Anguilla e Ilhas Virgens Americanas.
A maior derrota dos Nature Boyz foi para a República Dominicana, que venceu por 17 a 0.
Seu principal jogador é Avondale Williams, ex-capitão e ex-treinador do time.

## História
Os primeiros jogos de futebol nas Ilhas Virgens Britânicas foram entre a tripulação da Marinha Real Britânica e os expatriados. Em 1968, a equipe das Ilhas Virgens Britânicas foi fundada por uma equipe de Engenheiros Reais, e logo depois, em 1973, foi fundada a Associação de Futebol das Ilhas Virgens Britânicas. Em 1974, foi afiliado pela FIFA. O ex-treinador do Tottenham, Chelsea e Porto, o português André Villas-Boas, teve o seu primeiro trabalho como Diretor Técnico da selecção nacional das Ilhas Virgens Britânicas em 2000 e 2001.

### Eliminatórias para a Copa do Mundo FIFA
Nas eliminatórias para a Copa do Mundo de 2006 foram contra Santa Lúcia, e foram eliminados por 10-0 no agregado.
Nas eliminatórias para a Copa do Mundo de 2010, eles foram pareados com as Bahamas. Eles perderam na regra do gol fora de casa depois de um empate por 3-3 no agregado. Ambos os jogos foram disputados nas Bahamas, mas as Ilhas Virgens Britânicas foram designadas como a equipe da casa no segundo jogo, que terminou em 2 a 2. Apesar de terem saído da competição na primeira pré-eliminatória, as Ilhas Virgens Britânicas foram a única equipe a ficar invicta na eliminatória e no torneio final (apesar de a Nova Zelândia estar invicta durante sua participação na copa, perderam um jogo na qualificação). Estes também foram os primeiros pontos em competições oficiais da seleção.
Nas eliminatórias para a Copa do Mundo da FIFA de 2014, estavam na posição incomum de favoritos para vencer o duelo de duas partidas contra as vizinhas Ilhas Virgens Americanas. No entanto, depois de perder a primeira partida por 2 a 0 e a segunda por 2 a 1, as Ilhas Virgens Britânicas mais uma vez não conseguiram avançar para a próxima rodada.
Nas eliminatórias da Copa do Mundo de 2018, as Ilhas Virgens Britânicas enfrentaram a Dominica, com as duas partidas sendo disputadas na Dominica, com a primeira partida atuando como "sede" das Ilhas Virgens, devido à decisão do gol fora de casa. Apesar de assumir a liderança duas vezes, os britânicos das Ilhas Virgens caíram para uma derrota por 3 a 2 em "casa" e empataram em 0 a 0 fora.

## Desempenho em Copas do Mundo
- 1930 a 1998: Não se inscreveu.
- 2002 a 2022: Não se classificou.
- 2026: A definir.

## Desempenho na Copa Ouro
- 1991 a 1993: Não se classificou
- 1996: Desistiu
- 1998 a 2005: Não se classificou
- 2007: Desistiu
- 2009 a 2021: Não se classificou

## Recordes
12 de junho de 2022
Jogadores em negrito ainda em atividade pela Seleção das Ilhas Virgens Britânicas.
| # | Jogador               | Partidas | Gols | Período na seleção |
| - | --------------------- | -------- | ---- | ------------------ |
| 1 | Carlos Septus         | 24       | 1    | 2011–              |
| 2 | Troy Caesar           | 22       | 2    | 2010–              |
| 3 | Trevor Peters         | 19       | 1    | 2010–2019          |
| 4 | Kristian Javier       | 18       | 0    | 2016–              |
| 5 | Andy Davis            | 17       | 0    | 2008–2015          |
| 5 | Jamie Wilson          | 17       | 3    | 2018–              |
| 7 | Gregory James         | 16       | 0    | 2010–2015          |
| 8 | Desire Butler         | 15       | 0    | 2000–2012          |
| 8 | Tyler Forbes          | 15       | 3    | 2018–              |
| 8 | Christopher Telemaque | 15       | 0    | 2010–2019          |
| 8 | Craig Urwin           | 15       | 5    | 2000–2012          |

| # | Jogador           | Gols | Partidas | Média por jogo | Periodo na seleção |
| - | ----------------- | ---- | -------- | -------------- | ------------------ |
| 1 | Avondale Williams | 5    | 15       | 0.33           | 2000–2012          |
| 2 | Jordan Johnson    | 4    | 8        | 0.5            | 2015–2018          |
| 3 | Jairo Morris      | 3    | 5        | 0.6            | 2004               |
| 3 | Tyler Forbes      | 3    | 15       | 0.2            | 2018–              |
| 3 | Jamie Wilson      | 3    | 17       | 0.18           | 2018–              |
| 6 | Henroy Mitchell   | 2    | 2        | 1              | 2010               |
| 6 | Michael Huggins   | 2    | 2        | 1              | 2002               |
| 6 | Bailey Rowe       | 2    | 5        | 0.4            | 2018–              |
| 6 | Peterson Azille   | 2    | 6        | 0.33           | 2000–2004          |
| 6 | Garret Ferron     | 2    | 6        | 0.33           | 2000–2004          |
| 6 | Venton James      | 2    | 8        | 0.25           | 2004–2008          |
| 6 | Jerry Wiltshire   | 2    | 9        | 0.22           | 2019–              |
| 6 | Rohan Lennon      | 2    | 13       | 0.15           | 2000–2008          |
| 6 | Troy Caesar       | 2    | 22       | 0.09           | 2010–              |

## Treinadores
| - Gary White (1998–1999) - Gregory Grant (2000) - Bill Moravek (2000–2001) - Patrick Mitchell (2002) | - Michael Tulloch (2004) - Ben Davies (2004) - Patrick Mitchell (2008) - Avondale Williams (2008–2018) | - John Reilly (2018–2020) - Dan Neville (2021) - Chris Kiwomya (2021–2024) - David Pérez (2025–) |